# Syllitus albipennis
Syllitus albipennis là một loài bọ cánh cứng trong họ Cerambycidae.